# Івана Мазепи, 11
Буди́нок Микі́льського військо́вого собо́ру (Будинок готелю Військово-Микільського монастиря) — колишній прибутковий будинок Микільського військового монастиря. Модернізована форма неоренесансу. За визначенням дослідників, кам'яниця — характерний зразок житлової забудови Києва початку ХХ сторіччя. Єдина уціліла споруда Микільського монастиря. Пам'ятка архітектури і містобудування місцевого значення (охоронний номер 448-Кв).

## Історія
Прибутковий будинок для церкви Великого Миколи спроєктував єпархіальний архітектор Євген Єрмаков. Будівлю спорудили на місці огорожі військового собору поряд із надбрамною дзвіницею 1750-х років (знищена 1934).
Планувалося спорудити три поверхи, але в ході робіт надбудували ще один поверх та обладнали трьома ліфтами («підйомними машинами»). У 1911-1914 роках під'єднали до водогону, каналізації та електромережі. На подвір'ї спорудили пральню, двірницьку, цегляну льодовню, 15 сараїв із льохами, два дровники й туалети.

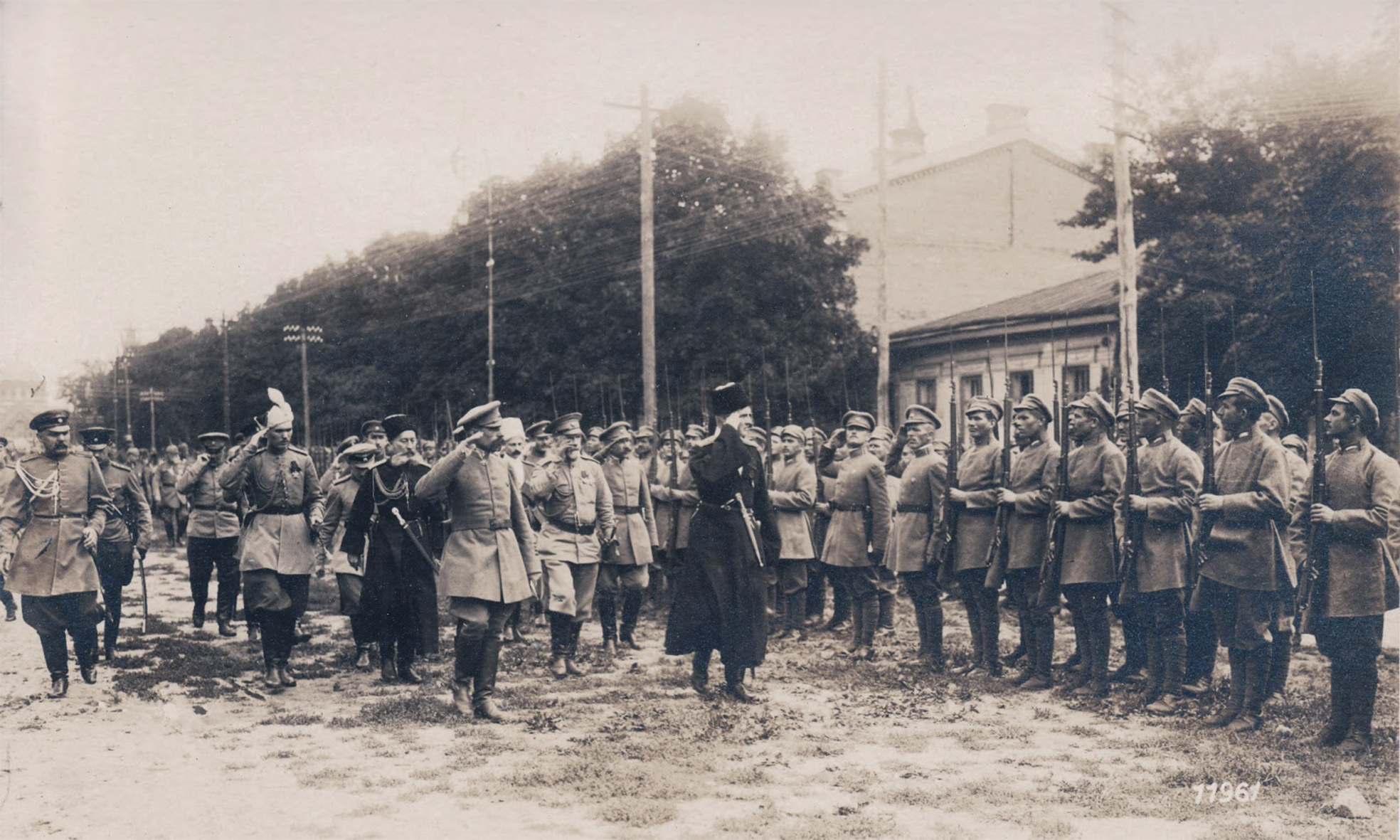
Військовий міністр Української Держави О. Рогоза (позаду гетьмана Павла Скоропадського) на огляді Сірожупанників. Печерськ, 27.08.1918

1914 року в приміщеннях містилося Київське друге піхотне училище. Військовому відомству здали будинок у користування за умови не розквартировувати у ньому військові частини. Підвальний і другий поверхи перепланували для потреб військових. Тут мали розмістити гімнастичну і фехтувальну залу, бібліотеку з читальнею, їдальню, буфетн, кухню, посудомийню, клас зброї, цейхгауз і склади.
У травні—грудні 1918 року в будинку розміщувалось Військове міністерство Української Держави, яке очолював до листопада військовий міністр генерал-бунчужний О. Рогоза, а до грудня 1918 року — генерал-хорунжий Б. Шуцький.
1922 року прибутковий будинок націоналізували й облаштували в ньому «будинок-комуну» заводу «Арсенал». 1930 року його перебудували. До 1980-х років у ньому розміщувався заводський гуртожиток.

## Архітектура
Чотириповерхова, цегляна, пофарбована, прямокутна у плані, трисекційна кам'яниця має льохи, вальмовий дах і бляшану покрівлю. Фасад вирішений у стилі неоренесансу, оздоблений цегляним і ліпленим декором. Осі парадних входів акцентовані заскленими вертикальними смугами сходових кліток, які вінчають фронтони параболічного абрису з круглими даховими вікнами. Над пряслами — рельєфний аркадний фриз і глухий парапет на стовпчиках. Перший поверх рустований. Над ним — гурт із рядом зубців, який з'єднується з архівольтами порталів. Парадні входи фланковані модерністичними пілонами. Віконні прорізи аркові з архівольтами і прямокутні з перемичками або півциркульними сандриками. Фасади оздоблені мереживом цегляного мурування і ліпленим акантовим листям.

## Сучасний стан

### Приватизація. Викуп «Дельта Банком»
2006 року будівлю віддали в оренду приватним особам. 2008 року їй надали статус пам'ятки архітектури і містобудування місцевого значення. 23 лютого 2011 року будівлю продали ПАТ «Аріал». Згодом будівлю викупив «Дельта Банк». Новий власник планував пристосувати її під офісно-торговельний центр. 13 листопада 2013 року Київська міська рада передала банку в оренду на 25 років земельну ділянку площею 0,4216 гектар із земель комунальної власності (кадастровий номер 8000000000:82:006:0055). 
Однак власник так і не виконав своїх обов'язків щодо реставрації пам'ятки. Департамент культури виконавчого органу Київської міської ради неодноразово направляв банку відповідні приписи. Стан приміщень будівлі визнали незадовільним, а технічний стан — аварійним. Водночас на замовлення власника розробили проєкт забудови нового офісного центру.

### У власності компаній Костянтина Жеваго
У березні 2015 року банк визнали неплатоспроможним. На майно наклали арешт. Будівля перейшла в іпотеку Національному банку (у рахунок забезпечення виконання «Дельта Банком» своїх зобов'язань з отриманого кредиту рефінансування). Майновий комплекс загальною площею 6 715,8 м2 виставили на продаж на аукціоні. 11 грудня 2017 року будівлю продали за 210 млн гривень ТОВ «3В Ріелті», близькому до бізнесмена Костянтина Жеваго.
У 2021 році, внаслідок банкрутства «3В Ріелті», будинок знову виставлено на торги ДП «СЕТАМ». Також пов'язана з Жеваго «Фінансова компанія «Фінтакт» оскаржила їх результати, бо переможцем став сторонній учасник. Проте він не вніс оплату. Тому «СЕТАМ» визнав переможцем аукціону «Фінтакт», яка до 2023 року також затягувала викуп. У 2023 році активи Костянтина Жеваго (зокрема, оформлені на повʼязаних осіб) було арештовано у справі розтрати майна банку «Фінанси та Кредит». Серед цих активів були і будинок по вулиці Мазепи, 11, і статутний капітал «Фінтакт».

### Спроба уникнення конфіскації
12 лютого 2025 року на Костянтина Жеваго накладено безстрокові персональні спеціальні економічні та інші обмежувальні заходи (санкції). ДП «СЕТАМ» сформувало новий протокол торгів, визнавши їх переможцем ТОВ «Тіквел Компані» (зареєстроване у 2021 році, за тиждень до торгів). Протягом 2021—2024 років, згідно зі звітністю, новий переможець не здійснював господарської діяльності. 26 березня 2025 року компанія змінила бенефіціарного власника. Від Леоніда Глиняного (депутата Київської обласної ради, фракція партії «Європейська Солідарність») вона перейшла до Ярослава Вербовського.
Проте ще напередодні, 25 березня 2025 року, Держфінмоніторинг отримав від ПриватБанку інформацію про наміри «Тіквел Компані» сплатити майже 292 млн гривень за придбання на СЕТАМ. У банку виникла підозра, що ця фінансова операція може порушувати санкції, накладені на Костянтина Жеваго. За інформацією банку «Південний» щодо походження коштів на рахунку «Тіквел компані», 111 мільйонів гривень було отримано від «Каскад-Інвесту» (кінцевий бенефіціар — Віталій Хомутиннік), а решту 184 млн гривень - як поворотну фінансову допомогу від нового бенефіціара Ярослава Вербовського.
Ярослав Вербовський також є бенефіціаром ТОВ «Ю.Комодітіз», пов'язаної з Ігорем Коломойським. До нього ним був Михайло Бакуненко, менеджер Павла Фукса та Віталія Хомутинника в газовому бізнесі. Бакуненко відомий як глава правління компанії «Укрнафтобуріння» (співвласники — Коломойський, Хомутиннік та Фукс) і вочевидь є справжнім куратором «схеми» з будівлею по вул. Івана Мазепи, 11.
Детективи Бюро економічної безпеки України визнали «Тіквел компані» підконтрольною Костянтину Жеваго, а придбання на СЕТАМ — «схемою» з метою «… зберегти контроль над майновим комплексом та уникнути конфіскації». На будівлю та рахунок товариства було накладено арешт за «відмивання коштів, отриманих злочинним шляхом».